# كايو ماتسو
كايو ماتسو (باليابانية: 松尾嘉代؛ بالكانا: まつお かよ) هي ممثلة يابانية، ولدت في 17 مارس 1943 في طوكيو في اليابان.

## وصلات خارجية
- كايو ماتسو على موقع IMDb (الإنجليزية)
- كايو ماتسو على موقع ألو سيني (الفرنسية)
- كايو ماتسو على موقع أول موفي (الإنجليزية)
- كايو ماتسو على موقع قاعدة بيانات الأفلام السويدية (السويدية)
- كايو ماتسو على موقع قاعدة بيانات الفيلم (الإنجليزية)
- كايو ماتسو على موقع كينوبويسك (الروسية)